# Isla del Rey

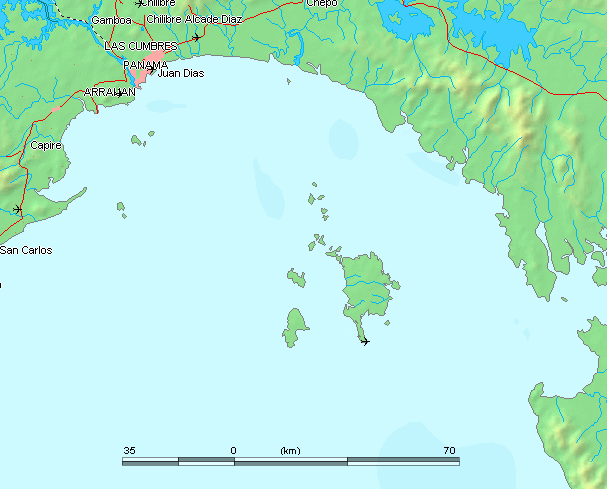
Arquipélago Pérola

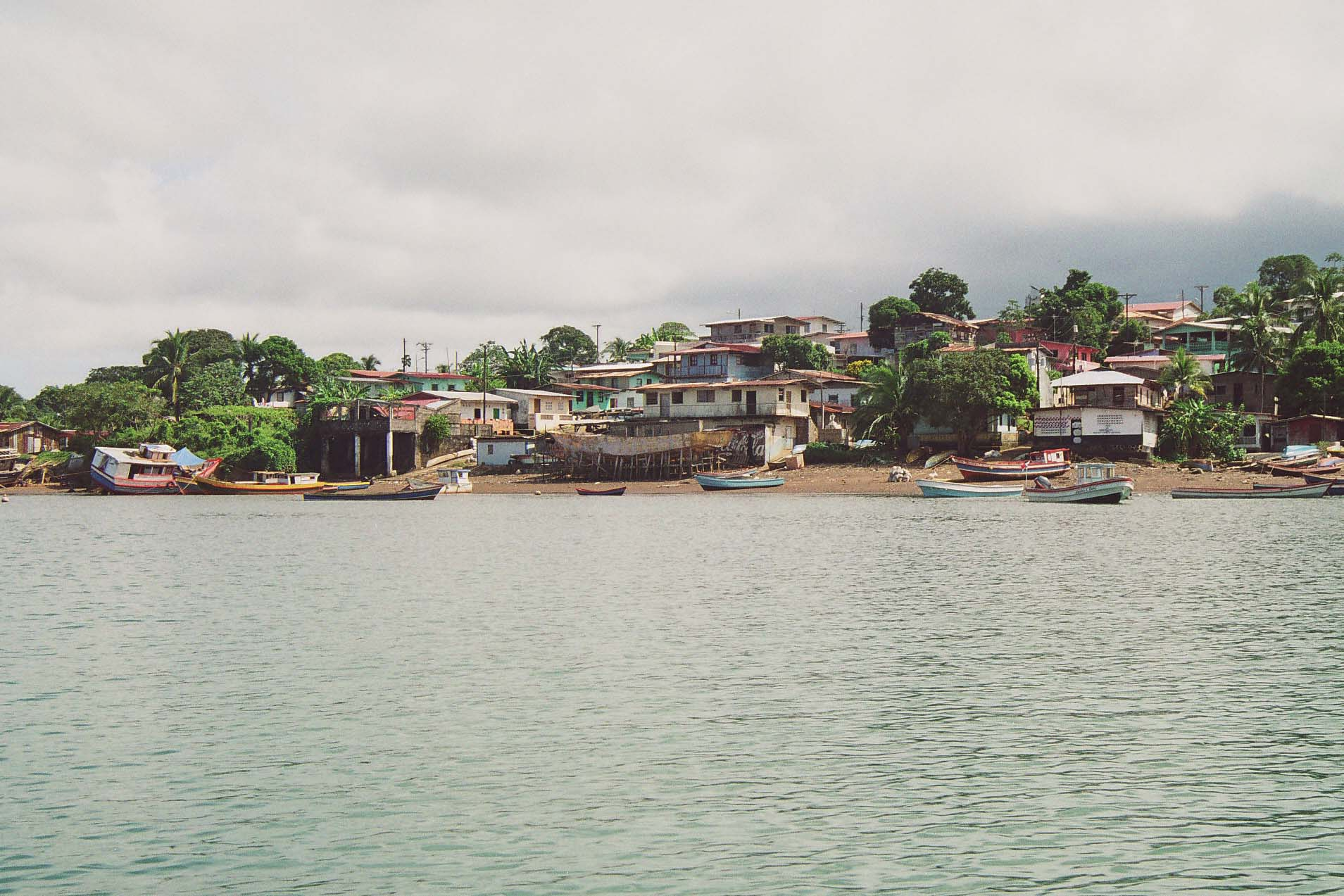
São Miguel, Isla del Rey

Isla del Rey ("Ilha do Rei")  é a maior ilha do Arquipélago Pérola, localizado no Golfo do Panamá. Seu nome é provavelmente mais uma referência a Cristo Rei, um dos títulos de Jesus. Há várias cidades nesta ilha, principalmente a de São Miguel. É fácil reconhecê-la como a maior que as outras do arquipélago, e é a segunda maior ilha do Panamá, depois de Coiba.
O primeiro europeu a descobrir esta ilha foi Vasco Núñez de Balboa em outubro de 1513 em sua primeira expedição ao Oceano Pacífico. Ele só podia ver as ilhas de longe, como o mau tempo o impediu pousar por lá. Ele nomeou a ilha de Isla Rica ("Ilha Rica").